# Ensoniq
Ensoniq was een Amerikaanse maker van elektronica, voornamelijk bekend om zijn synthesizers en samplers uit de jaren 80 en 90.

## Geschiedenis van het bedrijf
Ensoniq werd in 1982 opgericht door Robert "Bob" Yannes (de ontwerper van de SID-audiochip van de Commodore 64-homecomputer), Bruce Crockett en Al Charpentier. Hun eerste product was een drumcomputer voor een homecomputer.
Ensoniq betrad de markt voor muziekinstrumenten met de Mirage-sampler in 1985. Vooral de prijsstelling van 1500 dollar was zeer aantrekkelijk, in vergelijking met samplers van bijvoorbeeld E-mu en Fairlight. Met de ESQ-1 werd de eerste van een serie wavetable-synthesizers op de markt gebracht. Na het succes van deze eerste producten opende Ensoniq in 1987 een vestiging in Japan. In 1994 begon Ensoniq met de productie van PCI-geluidskaarten voor pc's. In 1998 werd het bedrijf voor 77 miljoen dollar overgenomen door Creative Labs en samengevoegd met E-mu Systems.

## Belangrijke producten
- 1985: Ensoniq Mirage
- 1986: Ensoniq ESQ-1
- 1988: Ensoniq SQ-80
- 1988: Ensoniq EPS
- 1989: Ensoniq VFX
- 1990: Ensoniq EPS 16 Plus
- 1991: Ensoniq SD1
- 1992: Ensoniq ASR 10
- 1993: Ensoniq TS-10 / TS-12
- 1996: Ensoniq MR61
- 1997: Ensoniq ASR X
- 1998: Ensoniq Fizmo
- 1998: Ensoniq ASR X Pro
- 2002: Ensoniq Halo